# Tapinoma panamense
Tapinoma panamense é uma espécie de formiga do gênero Tapinoma.